# Josh Kroeger
Joshua J. Kroeger (Davenport, 31 de agosto de 1982) es un exbeisbolista estadounidense. Jugó en la posición de jardinero en las Grandes Ligas para los Arizona Diamondbacks, Florida Marlins y los Boston Red Sox. Kroeger tuvo una destacada trayectoria en la Liga Venezolana de Béisbol Profesional con los Leones del Caracas.
Josh Kroeger se graduó en la Scripps Ranch High School en el año 2000 y fue seleccionado para el Third Team All-American.

## Trayectoria deportiva

### Estados Unidos
Kroeger comenzó su carrera profesional en el béisbol estadounidense en el año 2000, ingresando en el equipo rookie de Arizona Diamondbacks de las Ligas Menores, desde entonces ascendió hasta la categoría AAA dentro de las filiales de los Diamondbacks. El 2 de septiembre de 2004 debutó en las Grandes Ligas con el equipo que lo había respaldado desde su inicio profesional, pero solo pudo tomar parte en 22 partidos terminando con.167 de average. Al año siguiente volvió al equipo AAA Tucson Sidewinders filial de Arizona.
En 2006 jugó con el Scranton/Wilkes-Barre Red Barons, filial de Philadelphia Phillies, en 2007 y 2008 estuvo en los equipos AAA de Chicago Cubs. Entre 2009 y 2010 jugó  para Charlotte Knights, equipo AAA de Chicago White Sox.
Fue confirmado como jardinero de Florida Marlins para la Temporada 2011 de las Grandes Ligas de Béisbol. Sin embargo, no culmina la temporada debido a una lesión.
En el año 2012 es firmado por la organización en las ligas mayores del equipo Boston Red Sox.

### Liga venezolana
Josh Kroeger debutó en la Liga Venezolana de Béisbol Profesional en la temporada 2006-2007 con las Águilas del Zulia. Luego, en la temporada 2008-2009 se incorpora al equipo capitalino Leones del Caracas, ese año logró ser designado como jugador de la segunda semana de la liga de ese país y llegó a la final con su equipo que terminó perdiendo ante los Tigres de Aragua.
En la temporada 2009-2010 volvió a jugar para Leones, edición en la que el equipo logró titularse campeón de la liga.
En su tercera temporada en Venezuela, repitió con los Leones del Caracas, fue designado jugador de la octava semana de la liga y se alzó con el máximo premio individual para la liga venezolana, el Jugador Más Valioso, siendo el cuarto jugador de los Leones del Caracas en obtener esa distinción, después de Andrés Galarraga (1985), Greg Briley (1990/91) y Jesús Guzmán (2008/09). Ese mismo año jugó con Caribes de Anzoátegui como refuerzo en la final, titulándose campeón.
Kroeger fue apodado como La Pesadilla en la liga venezolana, debido a la similitud fonética con el personaje de películas de terror Freddy Krueger.
En enero de 2011, le otorgan el premio MVP de la LVBP, superando a Alexi Amarista y a su compañero de equipo en los Leones del Caracas, Jesús Guzmán.
Debido a una lesión, no pudo participar con los melenudos en la temporada 2011-2012.
En 2014, tras anunciar su retiro del béisbol, decide probar suerte nuevamente en Venezuela, esta vez vistiendo la camiseta de Bravos de Margarita, equipo en el que se retiró del deporte.
En general, registró una línea de bateo de .297/.401/.482 con 27 jonrones y 128 carreras impulsadas en 224 juegos durante sus cinco temporadas en la liga.